# The New York Times
The New York Times (NYT) är en amerikansk dagstidning, grundad i New York 1851 av Henry Jarvis Raymond. Den är en av världens mest ansedda, och omfångsrika, dagstidningar. Tidningens motto är ”All the news that's fit to print”. The New York Times har fram till april 2021 vunnit Pulitzerpriset 132 gånger. Den är känd som en av världens största tidningar och dess webbplats är USA:s mest besökta nyhetssajt.
Tidningen ger även ut The New York Times Magazine, The New York Times International Edition och The New York Times Book Review. Den förstnämnda medföljer som bilaga på söndagar.

## Externa länkar

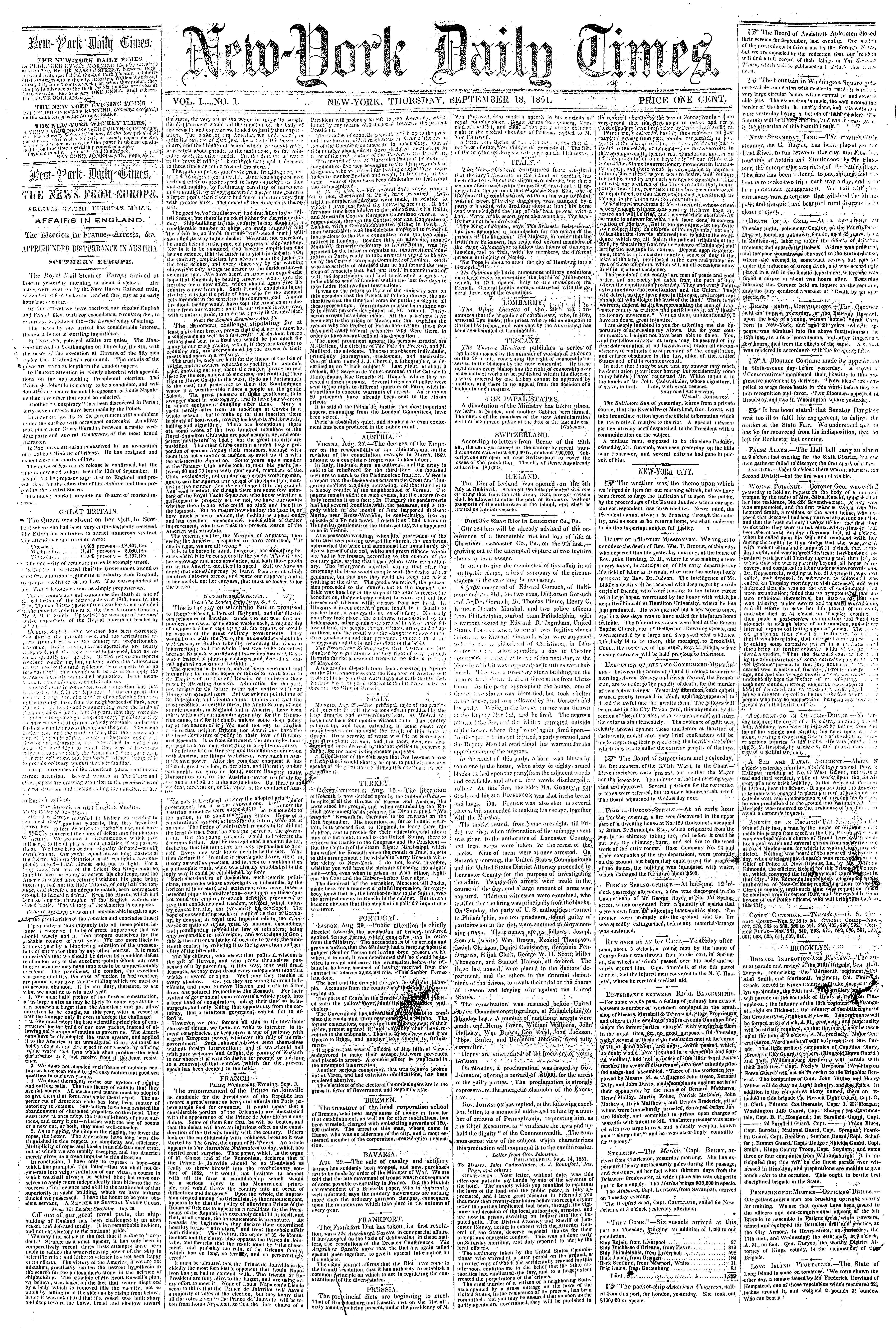
The New York Times första nummer 18 september 1851.